# Lishui (Nankín)
Lishui léase Li-Shuéi (en chino simplificado, 溧水区; pinyin, Lìshuǐ qū) es un distrito urbano bajo la administración directa de la Subprovincia de Nankín. Se ubica en la provincia de Jiangsu, este de la República Popular China. Su área es de 1063 km² y su población total para 2010 fue más de 400 mil habitantes.

## Administración
El distrito de Lishui se divide en 9 pueblos que se administran en 5 subdistritos y 4 poblados.